# Lentocerus lijiangensis
Lentocerus lijiangensis är en stekelart som beskrevs av Zhiming Dong och Naito 1999. Lentocerus lijiangensis ingår i släktet Lentocerus och familjen brokparasitsteklar. Inga underarter finns listade i Catalogue of Life.